# Вейнович, Марко
Марко Вейнович (нидерл. Marko Vejinović; род. 3 февраля 1990, Амстердам) — нидерландский футболист, игравший на позиции полузащитника.

## Клубная карьера
Молодёжную карьеру провёл выступая за «Зебюргия», «Аякс», «Утрехт» и АЗ. В последнем начал профессиональную карьеру. Дебютировал 21 января 2009 года в матче Кубка Нидерландов против «Ахиллес ’29». Дебют в Эредивизи состоялся 22 марта в матче против «Фейеноорда». Всего Вейнович провёл 3 матча за клуб из Алкмара и помог клубу стать национальным чемпионом.
В августе 2009 года подписал контракт с клубом «Хераклес» на 3 года с возможностью продлением на четвёртый. В итоге Марко провёл 4 сезона за новый клуб и в 2012 году помог ему дойти до финала национального кубка.
28 июня 2013 года подписал четырёхлетний контракт с «Витесс». 1 августа дебютировал в матче Лиги Европы против румынского «Петролула». В сезоне 2014/15 в первые 10 матчей забил 6 голов, в том числе оформил хет-трик в ворота АДО Ден Хааг (3 октября 2014, 6:1).
В июне 2015 года подписал контракт с клубом «Фейеноорд». 8 августа дебютировал в матче против «Утрехта».
В июне 2018 года перешёл в АЗ из Алкмара, подписав с клубом четырёхлетний контракт.

## Карьера в сборной
Играл за молодёжные сборные Нидерландов. В ноябре вызывался в национальную сборную Нидерландов на товарищеские матчи против Уэльса и Германии.

## Личная жизнь
Он является нидерландцем боснийского происхождения. В 2015 году женился на нидерландке по имени Софи.

## Достижения
АЗ
- Чемпион Нидерландов: 2008/09

«Фейеноорд»
- Чемпион Нидерландов: 2016/17
- Обладатель Кубка Нидерландов: 2015/16[нидерл.]

«Хераклес»
- Победитель Первого дивизиона Нидерландов: 2022/23[нидерл.]